# Самуэльсен, Йоне
Йоне Самуэльсен (норв. Jone Samuelsen; род. 6 июля 1984, Ставангер, Ругаланн) — норвежский футболист, полузащитник. Сыграл 10 матчей за сборную Норвегии.

## Клубная карьера
Самуэльсен начал карьеру в клубе первого дивизиона Норвегии «Хёугесунн». В 2003 году он перешёл в «Викинг». Сумма трансфера составила 200 тыс. фунтов. Этот переход стал вторым по дороговизне в истории клуба. В этом же сезоне он дебютировал в Типпелиге. Йоне не всегда выходил на поле в основе и в 2005 году на правах аренды он был отдан в «Шейд». После возвращения из аренды Йоне стал основным футболистом Викинга и провёл за команду более 100 матчей.
В 2010 году Самуэльсен перешёл в «Одд». 14 марта в матче против «Стабека» он дебютировал за новую команду. 6 июня в поединке против «Хёнефосса» Йоне забил свой первый гол за «Одд». 
25 сентября 2011 года в игре «Тромсё» Йоне Самуэльсен забил гол головой с расстояния 58,13 м в пустые ворота (изначально утверждалось, что гол был забит с 57,3 м) и тем самым установил мировой рекорд по самому большому расстоянию, с которого забивался в профессиональных матчах гол головой.
В 2014 году Самуэльсен помог команде выйти в финал Кубка Норвегии и получить право представлять свою страну на будущий год в еврокубках. 20 августа 2015 матчах квалификации Лиги Европы против дортмундской «Боруссии» он забил гол.

## Международная карьера
27 мая 2014 года в товарищеском матче против сборной Франции Самуэльсен дебютировал за сборную Норвегии.

## Статистика

### Матчи Самуэльсена за сборную Норвегии
| Матчи Самуэльсена за сборную Норвегии | Матчи Самуэльсена за сборную Норвегии | Матчи Самуэльсена за сборную Норвегии | Матчи Самуэльсена за сборную Норвегии | Матчи Самуэльсена за сборную Норвегии | Матчи Самуэльсена за сборную Норвегии |
| ------------------------------------- | ------------------------------------- | ------------------------------------- | ------------------------------------- | ------------------------------------- | ------------------------------------- |
| №                                     | Дата                                  | Соперник                              | Счёт                                  | Голы Самуэльсена                      | Соревнование                          |
| 1                                     | 27 мая 2014                           | Франция                               | 0:4                                   | —                                     | Товарищеский матч                     |
| 2                                     | 31 мая 2014                           | Россия                                | 1:1                                   | —                                     | Товарищеский матч                     |
| 3                                     | 27 августа 2014                       | ОАЭ                                   | 0:0                                   | —                                     | Товарищеский матч                     |
| 4                                     | 10 октября 2014                       | Мальта                                | 3:0                                   | —                                     | Чемпионат Европы 2016 (отбор)         |
| 5                                     | 13 октября 2014                       | Болгария                              | 2:1                                   | —                                     | Чемпионат Европы 2016 (отбор)         |
| 6                                     | 12 ноября 2014                        | Эстония                               | 0:1                                   | —                                     | Товарищеский матч                     |
| 7                                     | 16 ноября 2014                        | Азербайджан                           | 1:0                                   | —                                     | Чемпионат Европы 2016 (отбор)         |
| 8                                     | 28 марта 2015                         | Хорватия                              | 1:5                                   | —                                     | Чемпионат Европы 2016 (отбор)         |
| 9                                     | 3 сентября 2015                       | Болгария                              | 1:0                                   | —                                     | Чемпионат Европы 2016 (отбор)         |
| 10                                    | 13 октября 2015                       | Италия                                | 1:2                                   | —                                     | Чемпионат Европы 2016 (отбор)         |

Итого: 10 матчей / 0 голов; 4 победы, 2 ничьи, 4 поражения.